# Gonomyia (Leiponeura) angulifera
Gonomyia (Leiponeura) angulifera is een tweevleugelige uit de familie steltmuggen (Limoniidae). De soort komt voor in het Palearctisch gebied.